# Давка в Сеуле
Давка в Сеуле — катастрофа в столице Южной Кореи в ходе празднования Хэллоуина в ночь с 29 на 30 октября 2022 года. Одна из самых крупных по количеству жертв в Южной Корее, наряду с обрушением торгового центра Сампун в 1995 году, в результате которого погибли 502 человека, и крушением парома «Севоль» в 2014 году, количество жертв на котором составило более 300.

## Предшествующие события
Район Итхэвон, расположенный в центре Сеула, является популярным местом для встреч и свиданий, здесь расположены ночные клубы и бары. 29 октября на празднование Хэллоуина здесь собралось около ста тысяч человек, что являлось самым большим скоплением людей в этом районе с начала пандемии COVID-19. Настолько большое количество собравшихся было обусловлено тем, что это было первое мероприятие после пандемии, не требующее ношения масок. До начала давки у полиции были проблемы с контролем толпы. Один из посетителей сказал, что на улице находилось «по крайней мере в 10 раз больше людей, чем обычно».

## Ход событий
Давка началась в 22:15 по местному времени в узком переулке возле второго выхода со станции «Итхэвон» и отеля «Hamilton». Местные СМИ заявили, что люди столпились у клуба из-за слухов о присутствии там знаменитости, либо о раздаче там леденцов с наркотиками, что позже было опровергнуто официальными источниками.
Переулок, в котором произошла давка, идёт под уклоном вверх, его ширина составляет всего 4 метра. Столпившись в нём, люди начали толкаться, стоявшие на вершине переулка падали на тех, кто был внизу. Представители экстренных служб сообщили, что получили 81 звонок от людей, испытывающих трудности с дыханием. Люди были так плотно сжаты и сцеплены друг с другом, что сотрудники службы экстренного реагирования не могли оказать им какую-либо помощь.
На фотографиях и видео, распространённых в социальных сетях, видно, что некоторые участники фестиваля, одетые в костюмы, пытались реанимировать раненых.

## Погибшие и пострадавшие
| Гражданство      | Количество жертв |
| ---------------- | ---------------- |
| Республика Корея | 133              |
| Иран             | 5                |
| Китай            | 4                |
| Россия           | 4                |
| Япония           | 2                |
| США              | 2                |
| Австралия        | 2                |
| Австрия          | 1                |
| Франция          | 1                |
| Казахстан        | 1                |
| Норвегия         | 1                |
| Шри-Ланка        | 1                |
| Таиланд          | 1                |
| Узбекистан       | 1                |
| Вьетнам          | 1                |
| Всего            | 159              |

Официальные СМИ Сеула заявили, что погибло не менее 156 человек, большинство которых были молодыми людьми в возрасте от 18 до 30 лет. Среди погибших 26 иностранцев, в том числе граждане России, Китая, Ирана, Японии, Казахстана, Узбекистана, Норвегии, Вьетнама и Австралии. По меньшей мере 102 человека получили ранения, 23 из которых находились в тяжёлом состоянии. Во время давки погиб Ли Джихан — певец, который участвовал в телешоу Produce 101.

## Последствия
Президент Республики Корея объявил национальный траур до 5 ноября. Все мероприятия, связанные с Хэллоуином, по всей стране были отменены.